# Магідов Борис Йосипович
Борис Йосипович Магідов (13 (25) грудня 1884 , Санкт-Петербург  — 18 січня 1972 , Москва ) — народний комісар праці Донецько-криворізької республіки, народний комісар праці УСРР, відповідальний секретар Полтавського губернського комітету КП(б)У, відповідальний секретар Самарського губернського комітету РКП(б). Кандидат у члени ЦК КП(б)У в квітні 1923 — грудні 1925 року. Член Центральної контрольної комісії ВКП(б) у грудні 1924 — грудні 1925 року і липні 1930 — січні 1934 року. Член Центральної ревізійної комісії ВКП(б) у грудні 1925 — грудні 1927 року.

## Життєпис
Народився 13 (25) грудня 1884 в родині єврейського ремісника-ювеліра в Санкт-Петербурзі. З 1895 року працював учнем ювеліра. Закінчив середнє єврейське училище, член профспілки золотарів-сріблярів.
У 1905 році брав участь у Першої російської революції, вступив в РСДРП, меншовик. У 1907–1909 роках — секретар профспілки робітників золотарів-сріблярів та бронзувальників, секретар нелегального Бюро профспілок Петербурга, потім на підпільній роботі в Києві та Катеринославі. У 1912 році за революційну діяльність був заарештований і засуджений на два роки до адміністративної висилку в село Бугаєво Архангельської губернії.
Член РСДРП(б) з березня 1917 року.
У 1917 році працював у Петрограді (інструктор Ради профспілок), потім відряджений до Юзівки для організації профспілок гірників Донбасу. У квітні 1917 року обраний головою Обласної ради профспілок Донецько-Криворізького басейну, з грудня 1917 року — заступник голови Донецько-Криворізького обласного комітету РСДРП(б). На III обласному з'їзді Рад у грудні 1917 року був обраний головою Донецько-Криворізької обласної ради.
Активний діяч Донецько-Криворізької Республіки, в уряді ДКР — беззмінний народний комісар праці (Народний комісаріат праці ДКР) з 14 лютого по 30 квітня 1918 року. У 1918 році брав участь у поході 5-ї армії до Царицина, був начальником політичного відділу 10-ї армії РСЧА.
Навесні 1919 року — народний комісар праці Української СРР.
У 1920 році — начальник Політичного відділу Донецького басейну. З січня 1920 року — голова Бахмутського повітового комітету КП(б)У Донецької губернії. У березні 1920 — 1921 року — голова Донецької губернської Ради профспілок. У 1921—1922 роках — відповідальний секретар Луганського повітового комітету КП(б)У Донецької губернії.
З 22 серпня 1922 по жовтень 1924 року — відповідальний секретар Полтавського губернського комітету КП(б)У.
З травня 1924 по вересень 1925 року — член Центральної контрольної комісії ВКП (б). У серпні 1925 року як член ЦКК вирішував питання вимоги мордовської автономії, виступивши проти цієї ініціативи. У вересні 1925 роки як член ЦКК розбирав конфлікт в Самарській партійної організації, після чого з грудня 1925 по травень 1926 року працював відповідальним секретарем Самарського губернського комітетуВКП (б).
У 1927–1929 роках — інструктор ЦК ВКП(б). У 1930–1937 роках — голова ЦК профспілки робітників поліграфічної промисловості, очолював друкарню Академії наук. У 1937–1939 роках — голова ЦК профспілки працівників друку.
У 1939 році був заарештований органами НКВС, але в 1941 році звільнений.
У 1941—1948 роках працював завідувачем відділу розповсюдження Профвидаву ВЦРПС. З січня 1949 до лютого 1953 року — інструктор Центрального архіву ВЦРПС.
У 1956 році вийшов на пенсію, персональний пенсіонер союзного значення. Автор ряду мемуарних робіт про Артема, ДКР і громадянської війни. У 1969 році передав свій особистий архів у ЦГАОР СРСР (нині — ГАРФ). Б. І. Магидов був делегатом XI, XIII, XVI і XVII з'їздів партії.
Помер 18 січня 1972 року в Москві.

## Нагороди
- орден Червоного Прапора
- два ордени Трудового Червоного Прапора